# Myopsida
Ordre
Les Myopsida sont un ordre de céphalopodes décapodes, qui constituent avec leur groupe frère Oegopsida le groupe des « calmars ».

## Systématique
Certaines classifications substituent à ce taxon le sous-ordre des Myopsina, au sein de l'ordre des Teuthida.

## Description
Ces calmars se caractérisent entre autres par un gonoducte simple et non double, mais surtout par la présence sur leur œil d'une deuxième membrane, percée au niveau d'un pore de petite taille.

## Liste des familles
Selon World Register of Marine Species (9 janvier 2015) :
- famille Australiteuthidae C. C. Lu, 2005 -- 1 genre (monospécifique)
- famille Loliginidae Lesueur, 1821 -- 11 genres